# Bateria napoleònica de Gavarda
La Bateria Napoleònica, és una construcció defensiva militar que se situa entre els termes municipals de Gavarda i Alberic, a la (Província de València), que va ser construïda al Segle XIX.

## Descripció
Es tracta d'una estructura de maçoneria i maó sobre roca del terreny, de planta quadrada, amb torretes o tambors circulars maclats en les cantonades, i amb contraforts. S'observen restes de merlets amb espitlleres de maó i maçoneria. Aquesta construcció ha estat restaurada afectant tota l'estructura, basada en maçoneria i ciment gris, que possiblement hagi ocultat la seva disposició interior.